# Apci'lnic
Apci'lnic (Apa'iins) Apci'lnic su čarobni mali ljudi iz divljine u innuskom i drugom folkloru Sjevernih Algonquianaca, slični europskim gnomovima ili vilama. Kaže se da su visoki oko dvije stope, a njihova imena doslovno znače "maleni" ili "mali ljudi". U plemenu Innu, Apci'lnic su opisani kao moćni čarobnjaci koji mogu postati nevidljivi. Iako općenito nisu neprijateljski nastrojeni prema ljudima, oni su hiroviti duhovi prirode koji mogu izazvati pustoš ako se s njima postupa bez poštovanja. Ako su dobro raspoloženi, mogu vratiti izgubljene stvari, pomoći ljudima koji su se izgubili u grmlju ili donijeti upozorenja liječnicima. Ako su loše raspoloženi, mogu ukrasti stvari, počiniti sabotažu ili čak oteti djecu.
Kod Indijanaca Anishinabe i Cree, naziv "Apa'iins" ponekad se koristi za upućivanje na Apisiiyiije, ponekad za vodene duhove također poznate kao Mannegishi ili Memegwesi, a ponekad za sićušne vile nalik kukcima poznate i kao Wiings. Ove zabune nastaju jer imena kao što su Apa'iini doslovno znače jednostavno "mali ljudi", opis koji se razumno može primijeniti na nekoliko različitih vrsta mitoloških bića. Zapravo, neka od ovih imena također se koriste za označavanje obične osobe male veličine. "Pa'is" je uobičajeni muški nadimak kod Potawatomija, kao "Shorty" u engleskom.